# Silicur

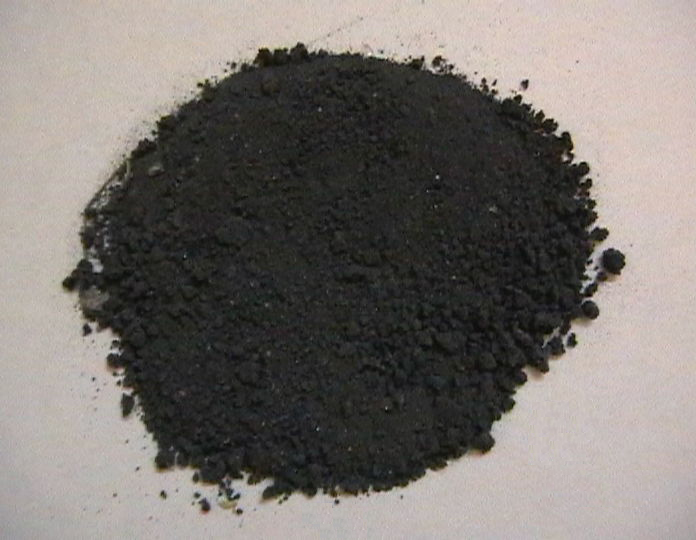
Silicur de magnesi, MgSi₂, un silicur semiconductor

Un silicur és un compost químic binari format per combinació del silici amb un element menys electronegatiu.
Els silicurs han estat objecte de molt d'estudis amb l'objectiu d'emprar-los en circuits integrats (díodes Schottky, estructures MOS o Metall-Òxid-Semiconductor…). Es poden classificar en dos grups, els metàl·lics i els semiconductors.
Hom ha preparat més de 180 silicurs metàl·lics amb la majoria d'elements metàl·lics de la taula periòdica. Es caracteritzen per la seva estabilitat a altes temperatures i resistència a l'oxidació. La majoria presenten característiques metàl·liques amb baixa resistivitat elèctrica, alguns d'ells ({\textstyle V_{3}Si,Nb_{3}Si,CoSi_{2},...}) presenten superconductivitat.
Els silicurs semiconductors han sigut estudiats en rutes d'obtenció de nous dispositius, basats en silici, en optoelectrònica i connexions òptiques. Contràriament a l'elevat nombre de silicurs metàl·lics, només se'n coneixen una dotzena de semiconductors ({\textstyle MgSi_{2},BaSi_{2},CrSi_{2},MoSi_{2},WSi_{2},} {\textstyle \quad MnSi_{2-x},ReSi_{2-x},\beta FeSi_{2},Ru_{2}Si_{3},OsSi_{2}} i {\textstyle Ir_{3}Si_{5}}).